# Jacobimarkt (Neugersdorf)

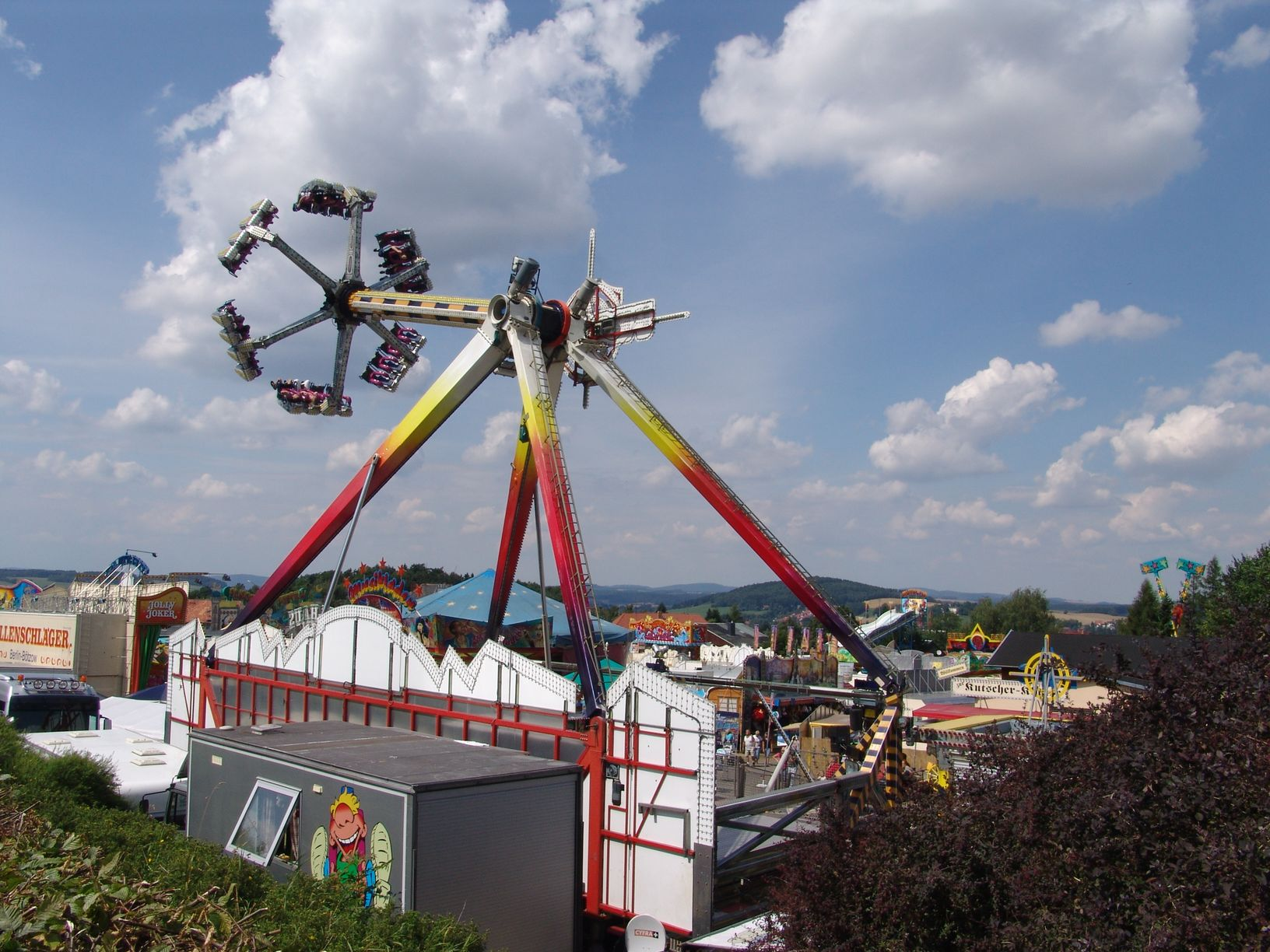
282. Jacobimarkt

Der Jacobimarkt (umgangssprachlich Gierschdurfer Schiss’n) in Neugersdorf ist das  größte jährlich stattfindende Volksfest der Oberlausitz.
Den Oberlausitzer Mundartnamen „Gierschdurfer Schiss’n“, hochdeutsch „Neugersdorfer Schießen“, erhielt der Jacobimarkt aufgrund des Königsschießens der Neugersdorfer Schützen, das mit seinen Bräuchen von Beginn an prägend für den Jacobimarkt war. Zum jährlichen Schießfest gehörte ein Jahrmarkt, der zum größten Volksfest der Oberlausitz wurde.
Der Neugersdorfer Jacobimarkt findet alljährlich um den Jakobstag (Jacobustag) am 25. Juli herum statt.
Über die Dauer von 6 Tagen (i. d. R. Freitag bis Mittwoch) werden mittlerweile mehr als 200.000 Besucher gezählt. Dabei sind ca. 350 Schausteller und Händler vertreten. Das Fest wird heute noch durch Böllerschüsse eröffnet und es gibt einen Umzug der Neugersdorfer Schützengesellschaft. Es endet mit einem Höhenfeuerwerk.

## Geschichte
Der Jacobimarkt begann seine fast 300-jährige Geschichte, als am 22. Mai 1728 die Privilegierte Schützengesellschaft vom Fürsten Josef Wenzel von und zu Liechtenstein ihre „confirmierten Schützenartikel“ erhielt. Damit war auch dem Sachverwalter des Fürstlich-Liechtensteinischen Patrimonialgerichts, Erbrichter Gottlich Hüttich, die gleichzeitige Gewährung des Marktrechts anlässlich des jeweiligen Königsschießens der Neugersdorfer Schützengesellschaft verbunden. Die Stadt Löbau war dagegen, dass dieser Markt eingerichtet wurde, da sie dadurch eine Schädigung ihres Handels befürchtete. Die Behörde erteilte aber die Genehmigung auf eine Eingabe des Richters und Zolleinnehmers hin.
In den ersten Jahren war der Markt nur wenig besucht. Er wurde aber flächenmäßig immer größer, sodass aus nah und fern mehr und mehr Verkäufer und Käufer kamen.
Seit 1749 wurde Ständegeld erhoben, von welchem der Besitzer der Wachtschenke ein Fünftel an die Schützengesellschaft und an die Ortsarmenkasse zu entrichten hatte. In günstigen Jahren betrug dieser Betrag bis zu 800 Mark.
Der Markt entwickelte sich vom reinen Händlermarkt und dem „Schiss’n“ zu einem Vergnügungs- und Belustigungstreff.
Der ehemalige Industriebetrieb auf dem Eiskellerberg wurde im Mai 2006 abgerissen. An seiner Stelle entstand eine gepflegte Anlage mit Aussichtsplattform, die in das „Gierschdurfer Schiss’n“ einbezogen wird.

## Bildergalerie

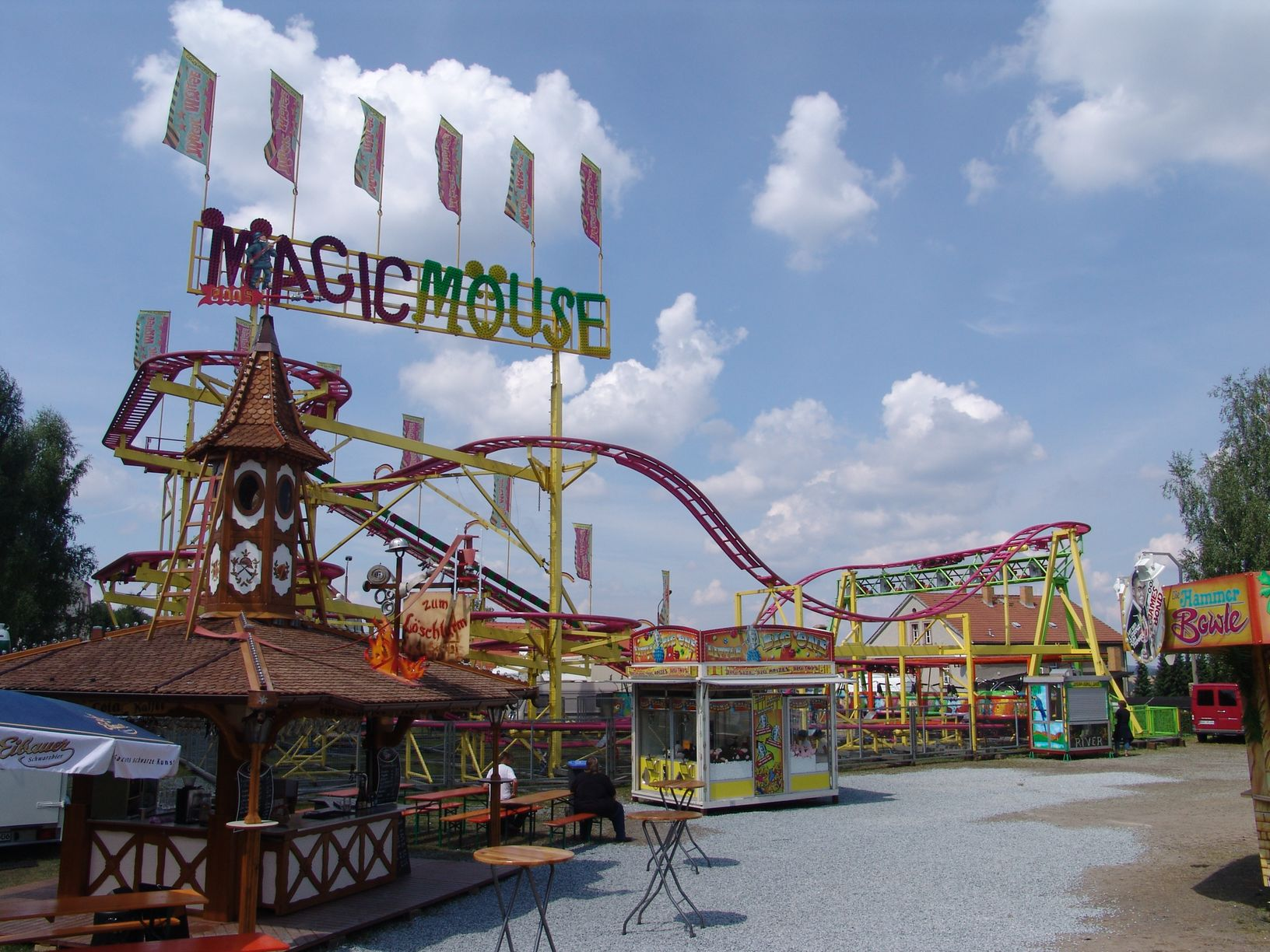
Achterbahn
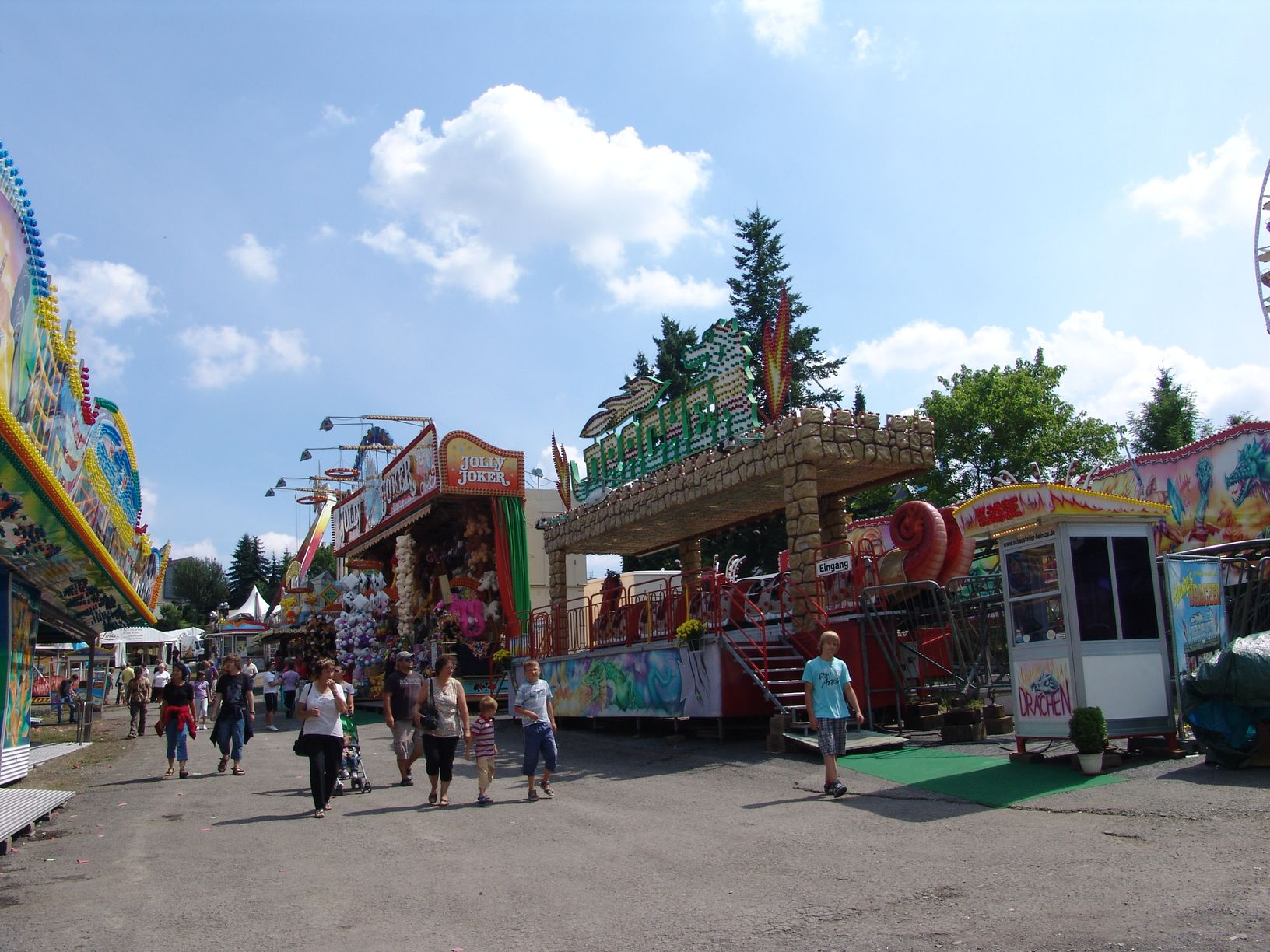
Impression vom 282. Jacobimarkt
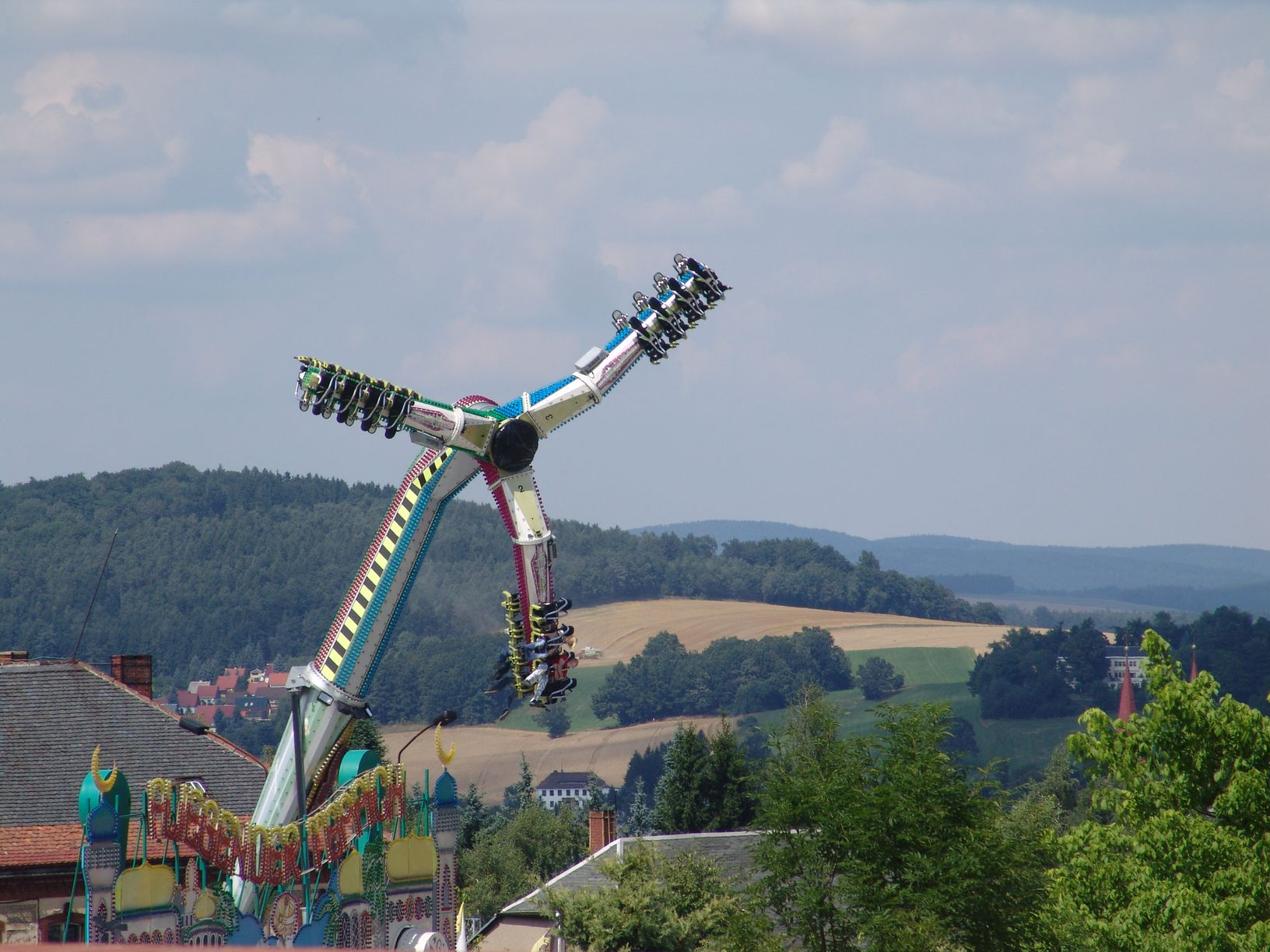
Impression vom 282. Jacobimarkt
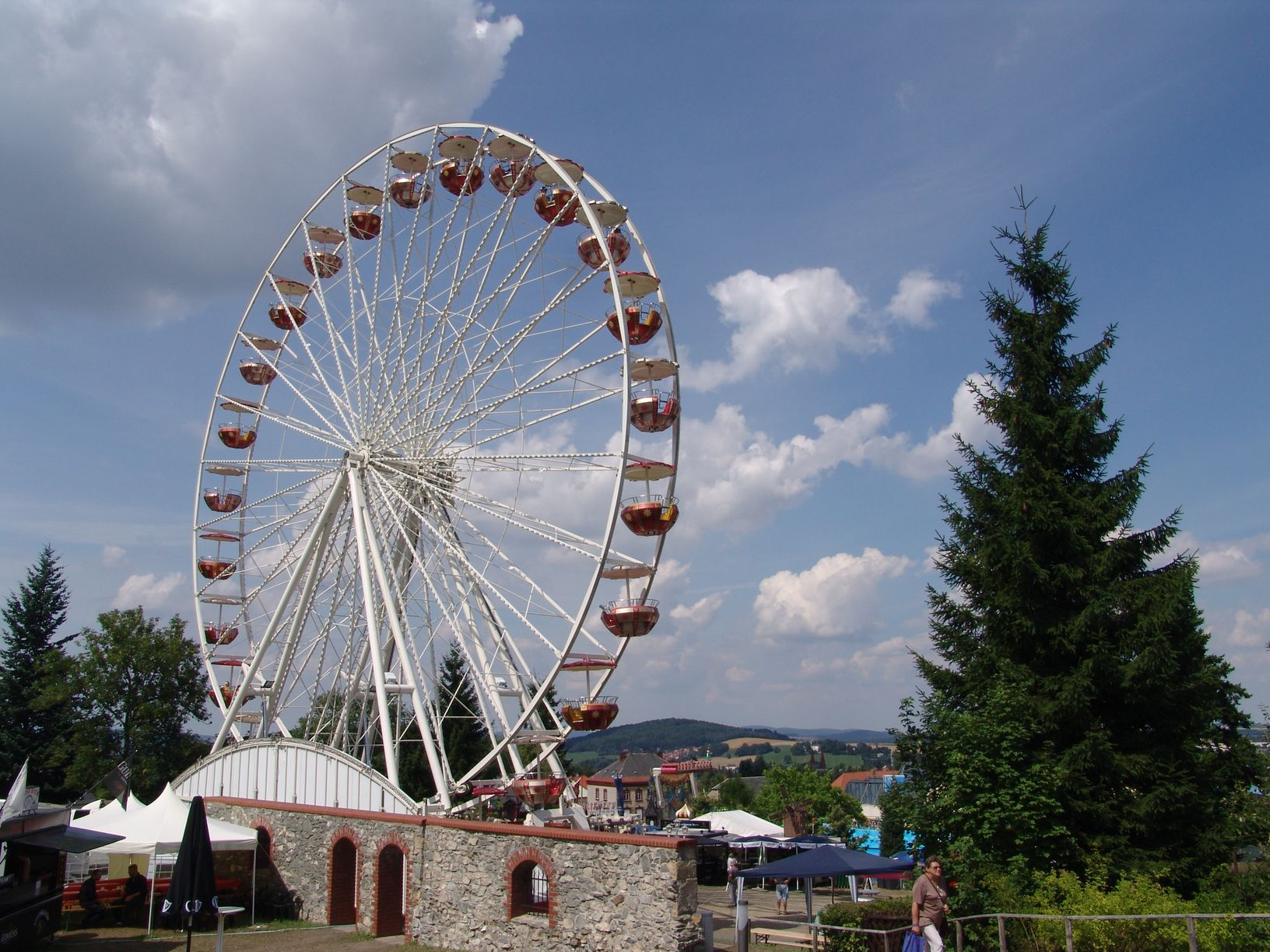
Riesenrad
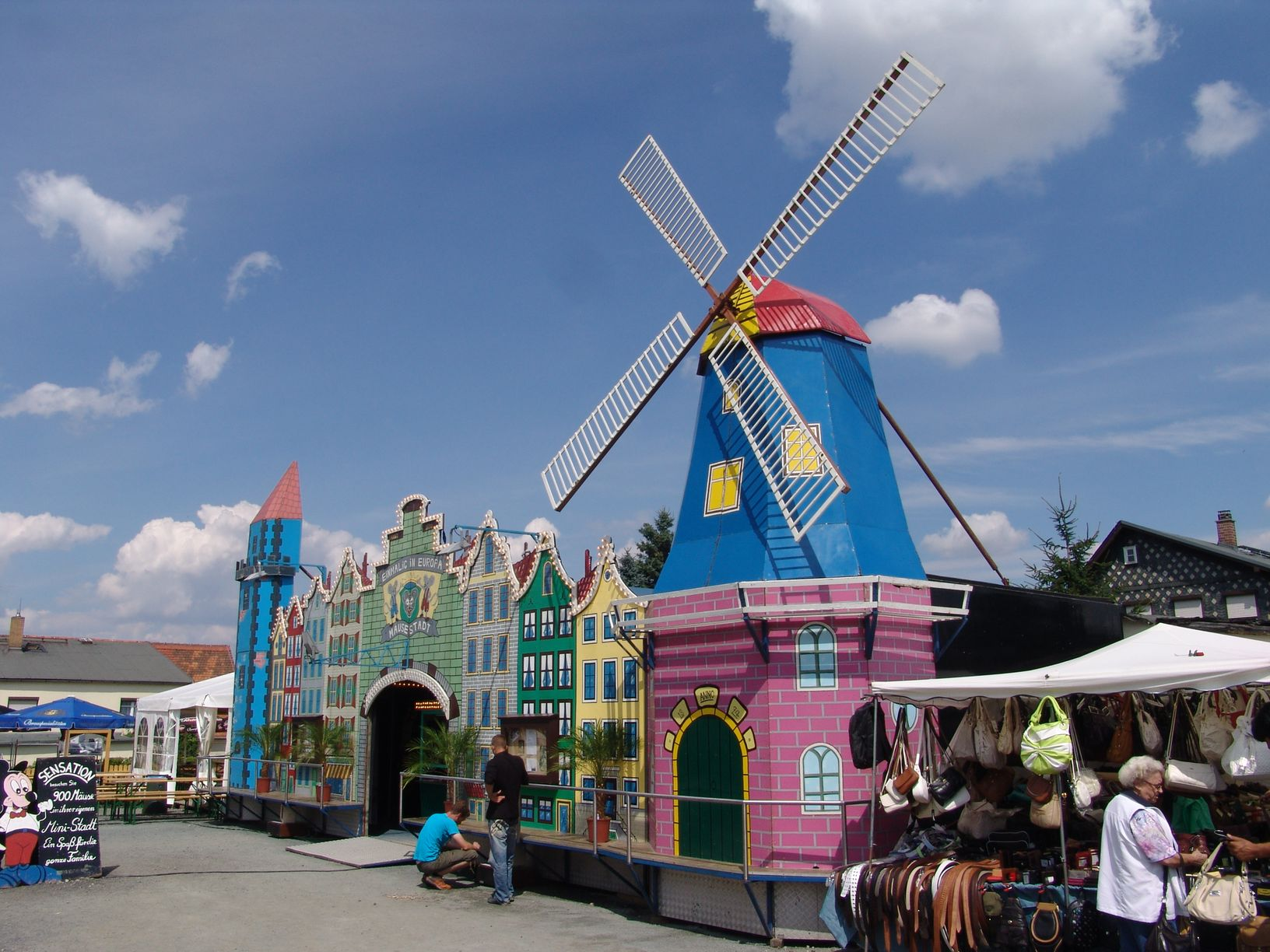
Impression vom 282. Jacobimarkt
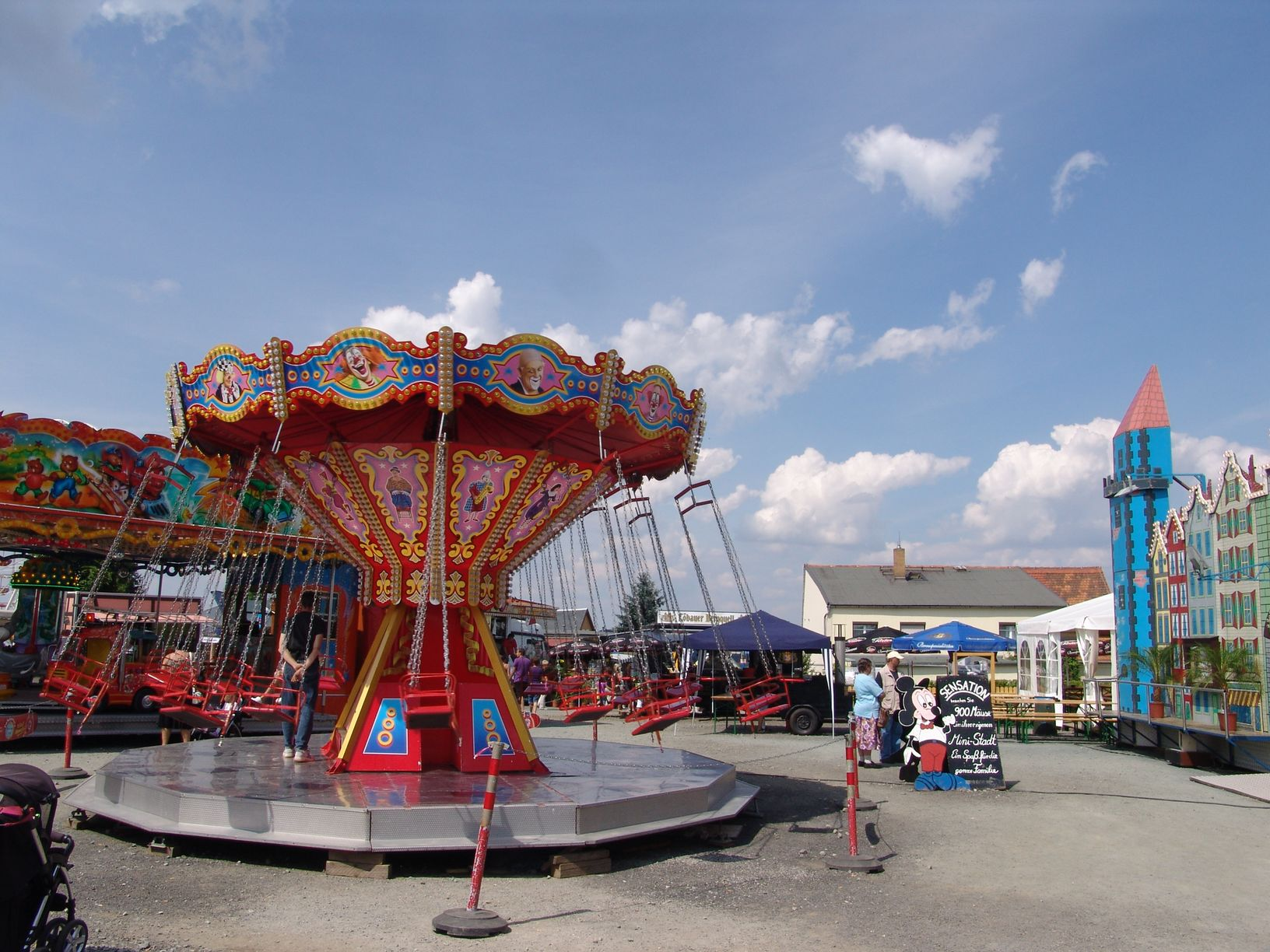
Kettenkarussell